# Isoparce cupressi
Isoparce cupressi là một loài bướm đêm thuộc họ Sphingidae. Loài này có từ Maryland tới Texas. Sải cánh khoảng 60–65 mm.

## Hình ảnh

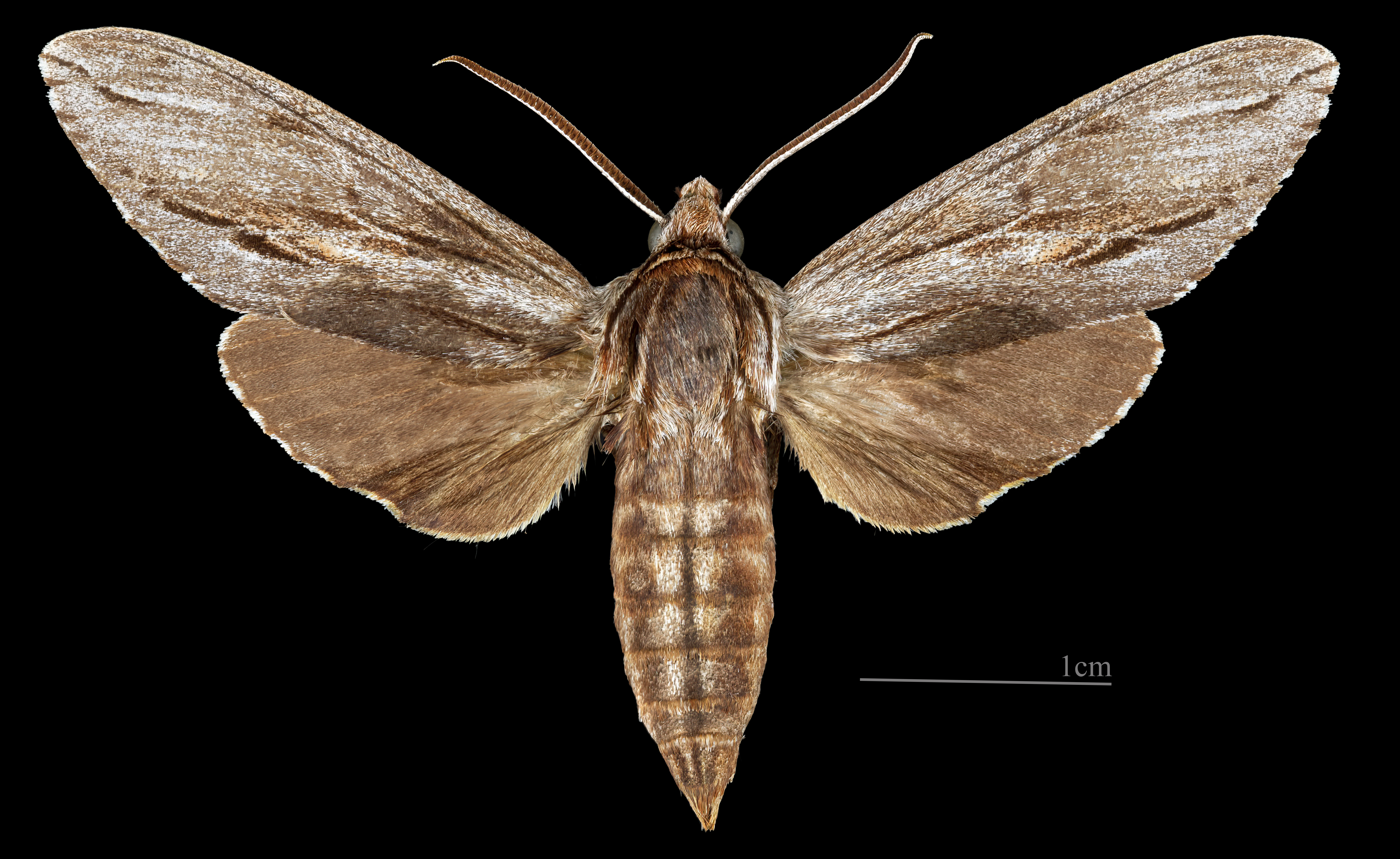
♂
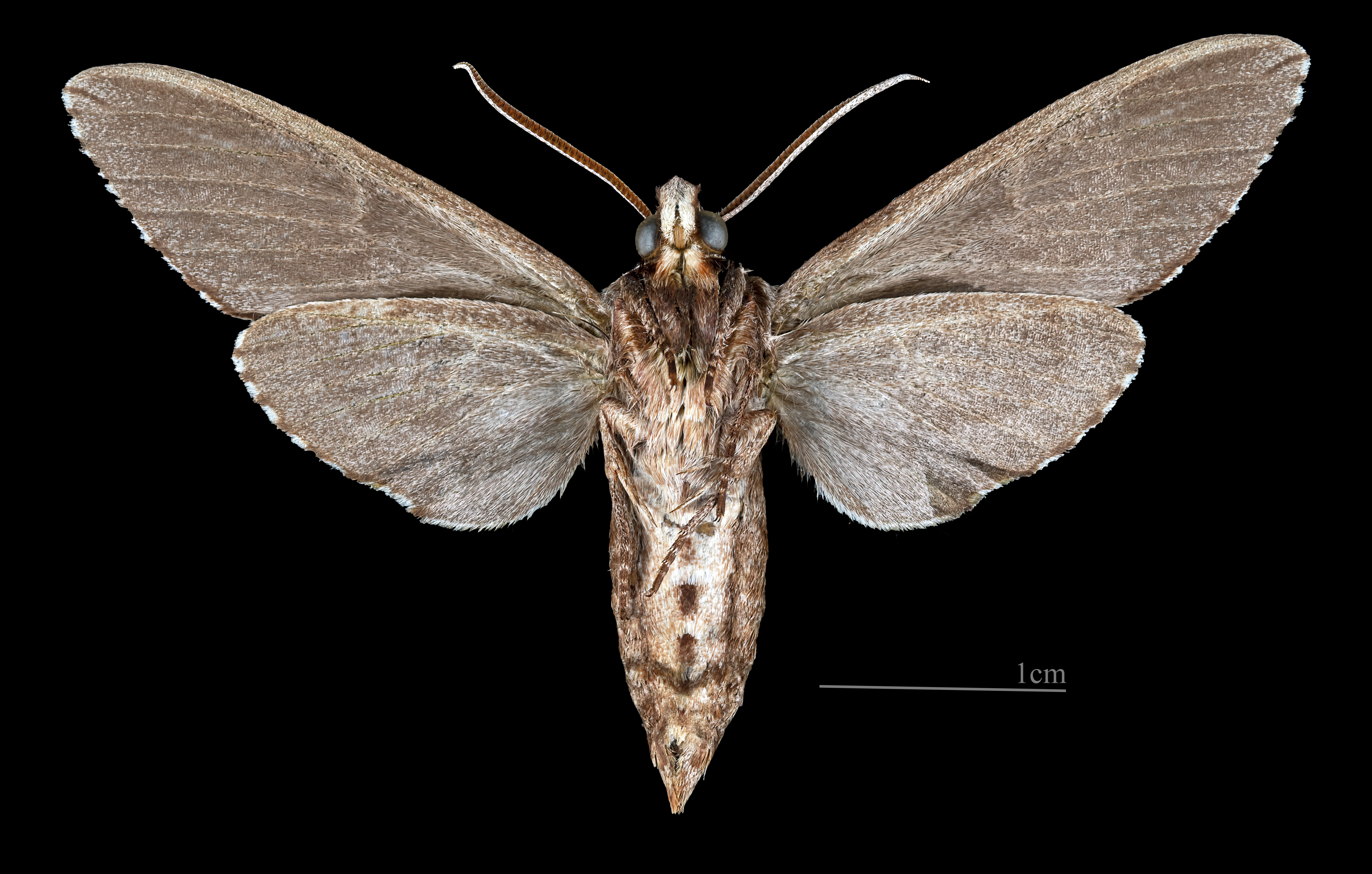
♂ △
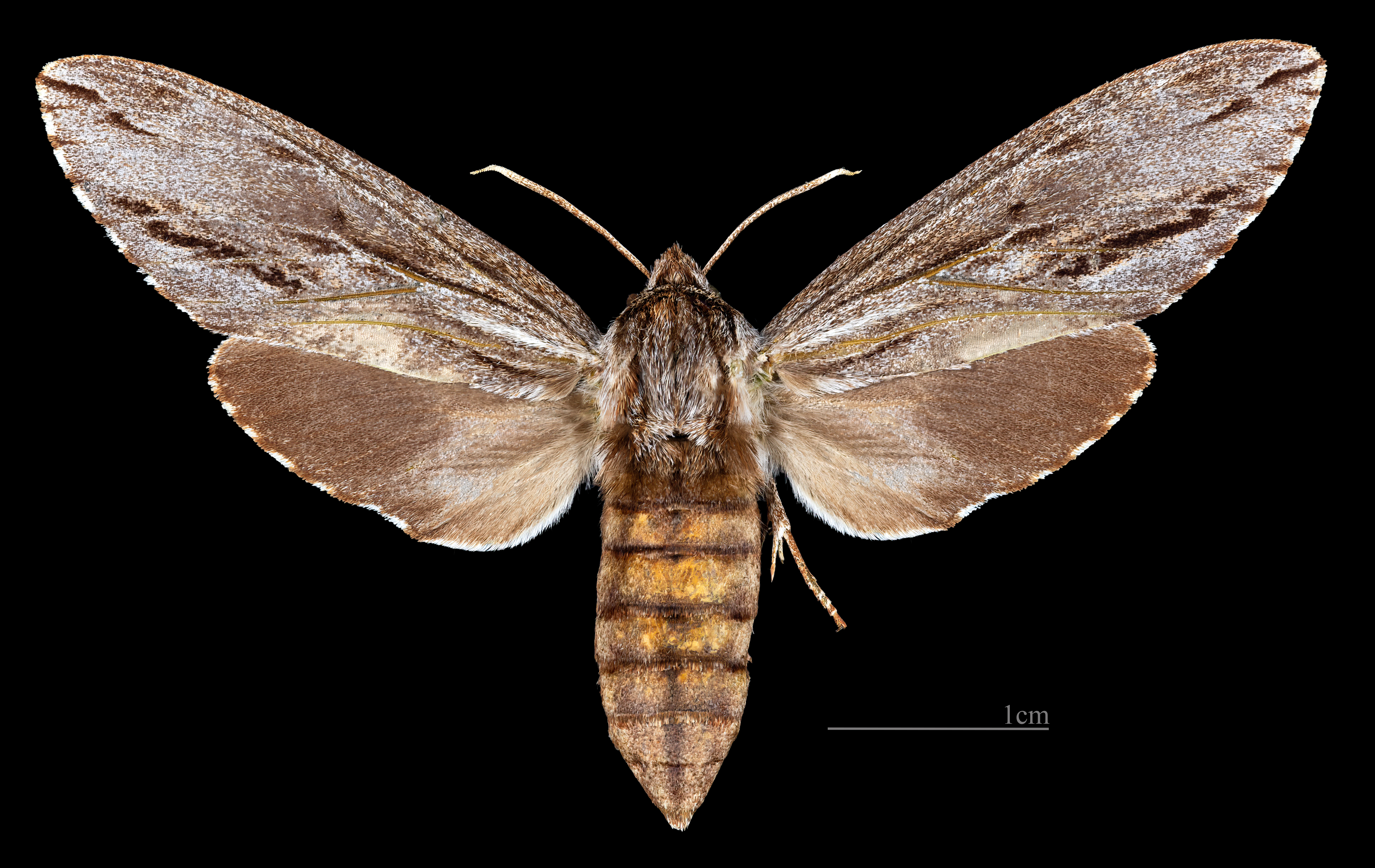
♀
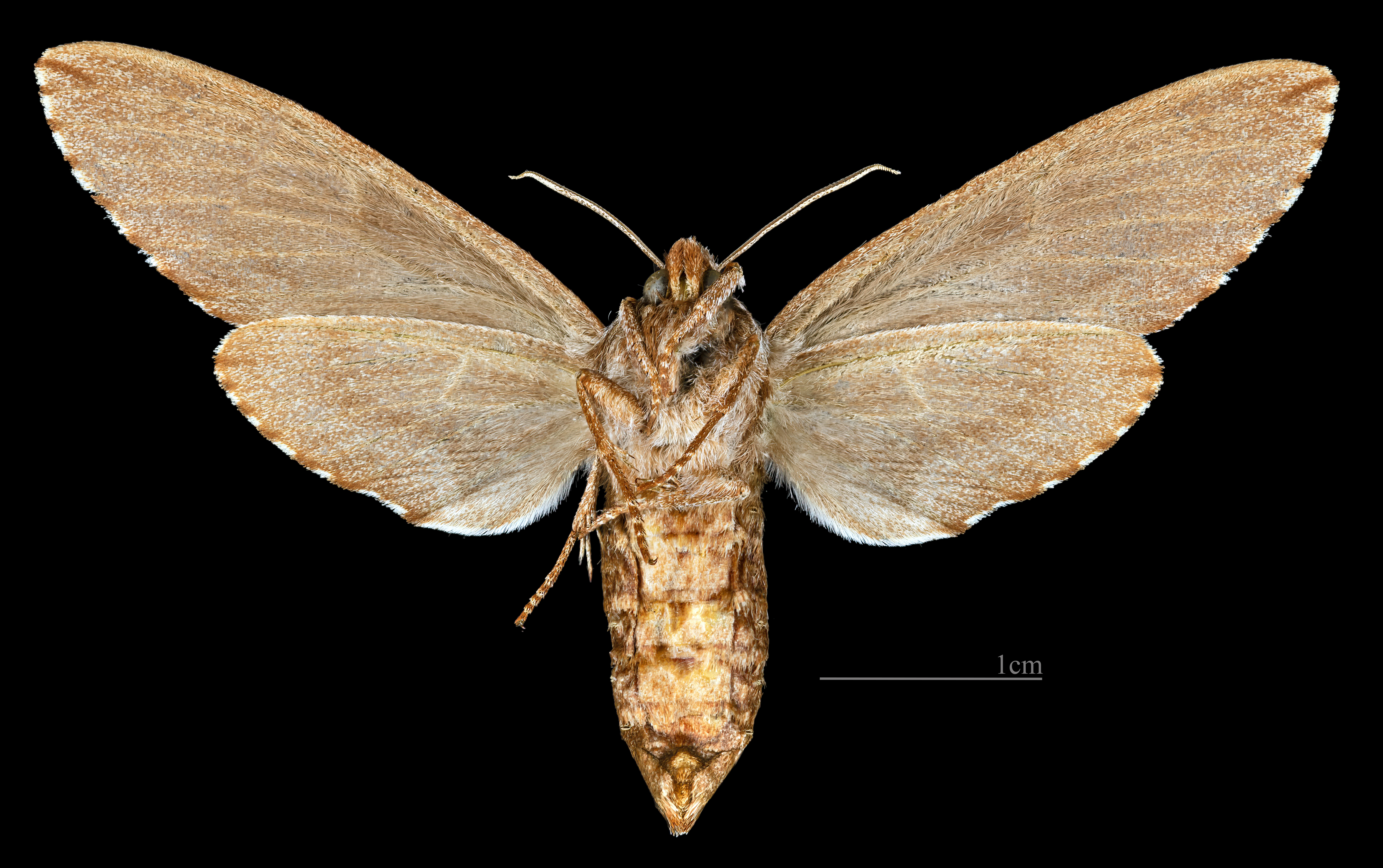
♀ △